# Relations entre l'empire du Japon et l'Empire russe
 (mars 2023).
Si vous disposez d'ouvrages ou d'articles de référence ou si vous connaissez des sites web de qualité traitant du thème abordé ici, merci de compléter l'article en donnant les références utiles à sa vérifiabilité et en les liant à la section « Notes et références ».
Les relations entre l'empire du Japon et l'Empire russe sont minimales jusqu'en 1855, très chaleureuses de 1855 au début des années 1890 puis deviennent hostiles à propos du statut de la Corée. Des relations diplomatiques et commerciales entre les deux empires sont établies à partir de 1855. L'Empire russe prend officiellement fin en 1917 et est remplacé par le régime communiste, formalisé en 1922 par la création de l'Union soviétique.
Pour les périodes ultérieures, voir relations entre le Japon et l'Union soviétique (1917–1991) et relations entre le Japon et la Russie (1992–présent).

## Établissement des relations (1702–1860)
Depuis le début de l'époque Edo au Japon, et plus précisément les restrictions maritimes des années 1630 (kaikin seikaku), le Japon est un archipel discret au niveau international, sauf sur le plan culturel où il a une certaine influence (c'est le cas de la culture genroku par exemple). Limité commercialement et politiquement par sa politique d'ouverture sélective (sakoku, "pays verrouillé"), le pouvoir shogunal se méfie des puissances étrangères, notamment le conseiller Matsudaira Sadanobu. Cette période limite fortement le commerce avec les pays étrangers. Quelques points de commerce demeurent cependant et permettent une ouverture relative à l'international : la Corée via l'île de Tsushima, les Aïnous via Matsumae, le royaume de Ryūkyū via Satsuma et enfin la Chine et la V.O.C. via Dejima. Les Pays-Bas ne sont autorisés à commercer qu'à partir de l'île artificielle de Dejima, située dans le port de Nagasaki. L'entrée au Japon est extrêmement réglementée, mais demeure possible pour de rares exceptions.
Au milieu du XIXe siècle, de nombreuses puissances coloniales connaissent des difficultés économiques et ont besoin de nouveaux marchés pour écouler leur surproduction de marchandises. Les puissances coloniales saisissent rapidement le potentiel du marché asiatique, et avec lui, celui du Japon. Ce pays est économiquement important car il est situé comme une passerelle vers l'océan Pacifique. Il a aussi quelques forts avantages militaires. Au XIXe siècle, les puissances coloniales, en particulier la Grande-Bretagne, la France, les Pays-Bas et la Russie, essaient de gagner autant de terrain qu'elles peuvent en Asie.
En tant que voisins, le Japon et la Russie ont des interactions qui remontent à très longtemps. En dehors des échanges entre populations locales dans les zones de frontières, il y a toujours eu des querelles concernant les zones de pêche et des revendications territoriales. Vers la fin du XVIIe siècle, les bateaux japonais sengoku-bune ont des mâts fragiles qui cassent souvent. Ils dérivent alors dans les courants du Pacifique, et échouent sur des terres étrangères. Divers documents parlent de la capture de pêcheurs japonais aussi loin que la péninsule du Kamtchatka. Certains de ces captifs japonais sont emmenés par la route sibérienne à Saint-Pétersbourg où ils sont employés dans l'éducation de la langue et la culture japonaise. Cette pratique n'est également pas inconnue du Japon lui-même qui utilise des prisonniers russes de la même manière. Ces "échanges" montrent une curiosité croissante entre les deux pays.
Le cas du naufragé Dembei, qui rencontre en 1702 le tsar Pierre le Grand, passionné du Japon et souhaitant ouvrir des relations commerciales avec ce dernier pour approvisionner ses colonies à l'Est, illustre bien ce phénomène.

### Contacts auXVIIIesiècle
Au début du XVIIIe siècle, le Japon aurait été averti d'une possible expansion de la Russie en Extrême-Orient par un aventurier hongrois, Maurice Beniowski, échappé de détention au Kamtchatka.

#### Pavel Lebedev-Lastotchkine (1778–79)

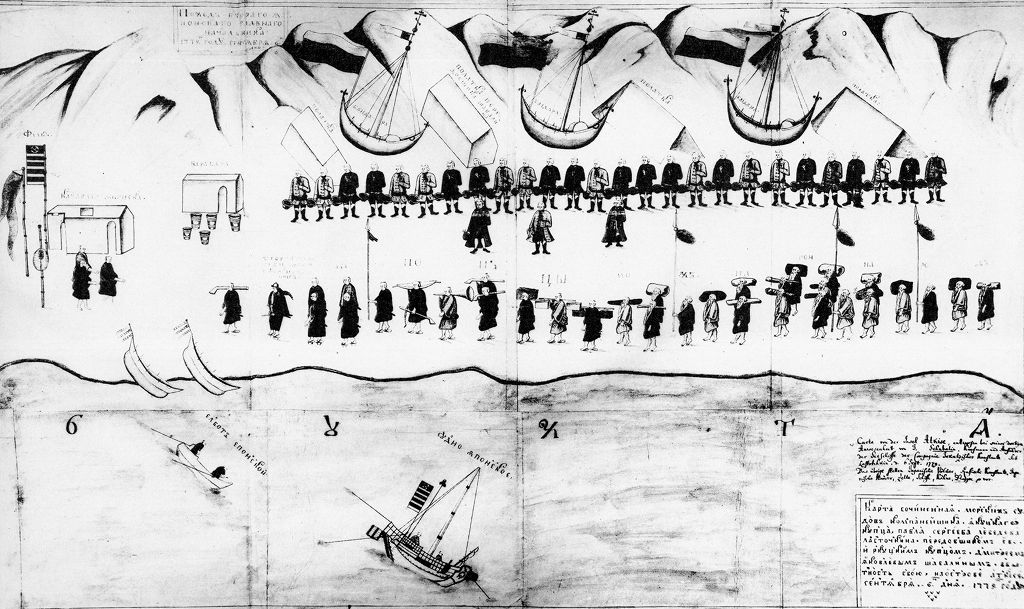
Des Russes rencontrent des Japonais en 1779.

En 1778, un commerçant de Iakoutsk du nom de Pavel Lebedev-Lastotchkine arrive en Hokkaidō avec une petite expédition. Il lui est dit de revenir l'année suivante. En 1779, il pénètre dans le port d'Akkeshi dans l'île de Hokkaidō, il offre des présent et demande poliment à commercer mais en vain. Il lui est répondu que le commerce ne peut se faire qu'à Nagasaki.

#### Adam Laxman (1792)

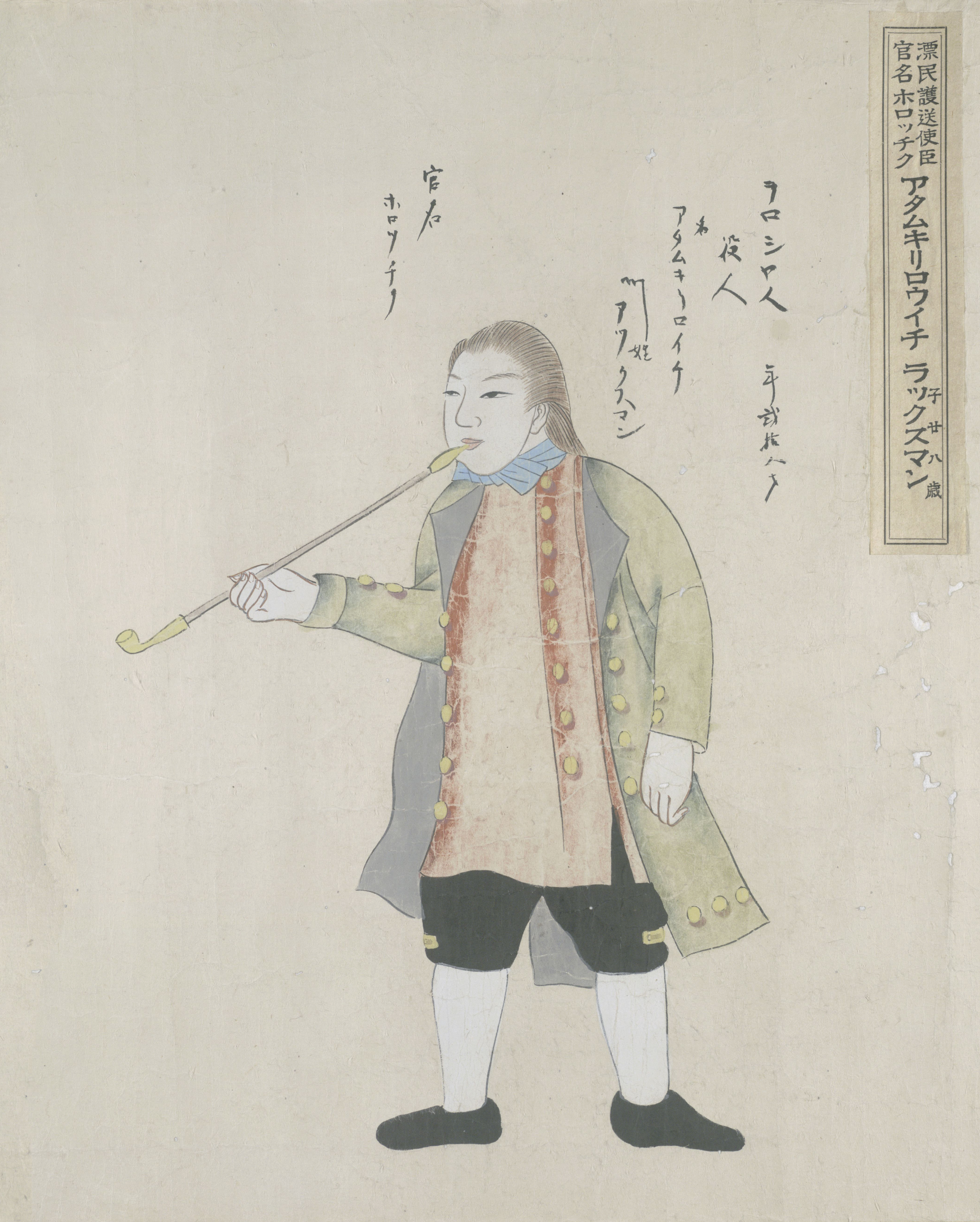
Peinture japonaise d'Adam Laxman, 1792.

Une deuxième rencontre russo-japonaise a lieu en 1792. Un officier de marine russe nommé Adam Laxman (alternativement écrit Adam Laksman) arrive en Hokkaidō. D'abord dans la ville de Matsumae et plus tard à Hakodate, il tente un premier accord de commerce russe avec le Japon afin de briser les droits commerciaux exclusifs des Hollandais. La délégation russe n'y réussit cependant pas. Le Japon est enfermé dans sa politique du sakoku. Les Japonais suggèrent à Laxman de partir mais ce dernier pose une condition : il ne partira qu'en possession d'un accord de commerce avec la Russie. Après un long moment et agacé par l'entêtement de Laxman, les Japonais lui remettent finalement un document stipulant le droit de la Russie d'envoyer un navire de commerce au port de Nagasaki. Ce document restreint le commerce russe à Nagasaki et l'interdit partout ailleurs au Japon. Une note finale du document indique clairement que la pratique du christianisme est interdite à l'intérieur du Japon. Satisfait dans sa demande, Laxman retourne en Russie.
Finalement, les Russes envoient leur navire de commerce à Nagasaki mais ils ne sont pas autorisés à entrer dans le port. Le document n'a pas de valeur. Si Nagasaki avait décidé d'ouvrir son port aux Russes, la Russie aurait été la première puissance européenne à briser le monopole du commerce des Hollandais. Furieux, les Russes retournent sur le continent mais leur rejet n'est pas sans conséquence. Certaines sources indiquent qu'au moins deux officiers russes ont brûlé des villages et des bateaux de pêche japonais sur les îles Etorofu. Ces événements sont à l'origine du litige russo-japonais concernant les îles Kouriles. À ce jour, ce différend demeure.

### Rezanov
La course pour être le premier à avoir l'honneur d'ouvrir le Japon au monde est encore un rêve russe. Le tsar Alexandre Ier de Russie lance une mission de représentation de la Russie dans le monde entier sous la direction d'Adam Johann von Krusenstern. Avec le Japon à l'esprit, Nikolaï Petrovitch Rezanov est nommé à la tête de cette mission. Il est le fondateur du commerce russo–sibérien de fourrures et l'homme idéal pour convaincre les Japonais.
En 1804, Rezanov a l'occasion d'exercer son talent diplomatique au Japon. À bord du navire Nadejda, il apporte beaucoup de cadeaux pour le bakufu. Il ramène même des pêcheurs japonais bloqués en Russie. Mais Rezanov ne peut réaliser ce que beaucoup ont essayé avant lui. Aucun accord n'est signé. Au cours des négociations, le shogun reste silencieux pendant des mois puis refuse toute négociation et retourne finalement leurs cadeaux aux Russes. Cette fois, la Russie agit avec plus d'assurance et les navigateurs russes commencent bientôt à explorer et cartographier les côtes des îles Kouriles. En 1811, le colonel russe Vassili Golovnine explore l'île Kounachir au nom de l'Académie des sciences de Russie. Au cours de ces opérations les Russes affrontent les Japonais. Golovnine est saisi et fait prisonnier par un samouraï. Pendant les 18 mois qui suivent, il est prisonnier du shogunat Tokugawa qui a l'intention d'en apprendre davantage sur la langue et la culture russes, l'état des luttes entre puissances européennes et la science européenne. Par Golovnine (et les Hollandais), le Japon peut mettre à jour ses connaissances des nations et du monde. Les mémoires de Golovnine (« Mémoires de captivité au Japon pendant les années 1811, 1812 et 1813 ») illustrent certaines des méthodes utilisées par les fonctionnaires Tokugawa.
Ces attaques infructueuses sont plus tard désavouées par la Russie et son intérêt pour le Japon disparaît pendant une génération entière jusqu'à la première guerre de l'opium en 1839. Le tsar Nicolas Ier 
apprend l'expansion territoriale de la Grande-Bretagne en Asie et l'expansion des États-Unis dans l'océan Pacifique et l'Amérique du Nord. En conséquence, il fonde un comité en 1842 pour enquêter sur la puissance de la Russie dans les zones autour du fleuve Amour et à Sakhaline. Le comité propose une mission dans la région sous la direction de Poutiatine. Le plan n'est pas approuvé parce que les fonctionnaires ne croient pas que la Russie a de grands actifs commerciaux à défendre dans ces endroits froids et déserts. Néanmoins, une petite expédition est mise sur pied pour aller dans la région de l'Amour. Un petit plan, mais un pas de plus vers un plan plus vaste. Le Japon lui-même ne reste pas épargné par les événements survenus en Asie. La très respectée Chine est étonnamment (aux yeux des Japonais) battue par la Grande-Bretagne dans les guerres de l'opium. À la lumière de ces événements, le Japon modernise progressivement son armée avec des forteresses et des écoles d'artillerie et une révision de ses défenses côtières. Cette modernisation est soutenue par le bakufu, des groupes d'intellectuels et l'empereur du Japon lui-même. Bien que le Japon est isolé du monde extérieur, il refuse d'être aveugle aux capacités et aux dangers européens.

### Ievfimy Poutiatine

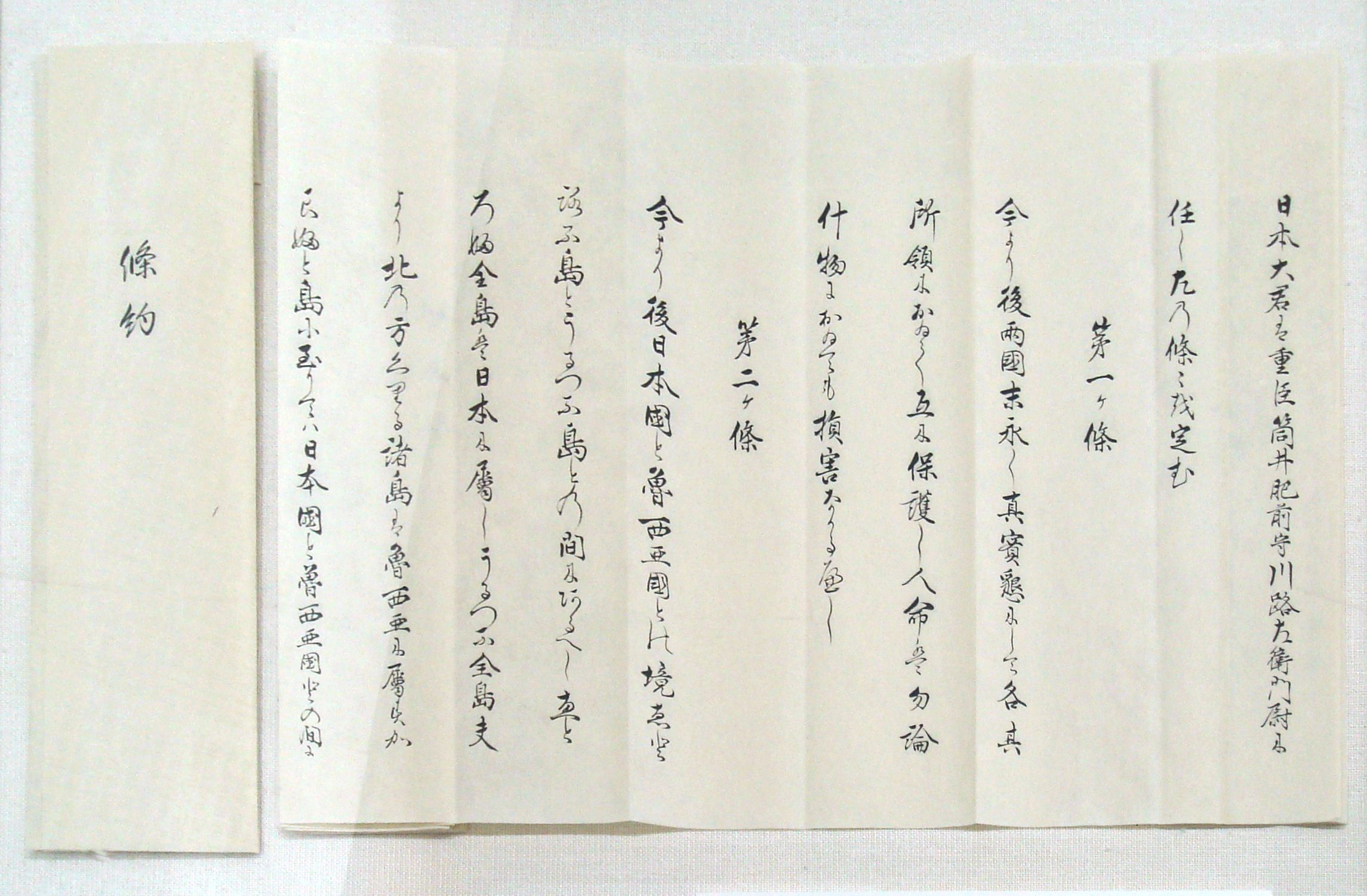
Ievfimy Poutiatine négocie le « Traité de commerce et de navigation entre le Japon et la Russie » (Traité de Shimoda), 7 février 1855.

La Russie établit des relations diplomatiques et commerciales avec le Japon par trois traités entre 1855 et 1858 (voir traité de Shimoda, amiral Ievfimy Poutiatine et amiral Ivan Ounkovski). Ces traités sont apparemment négociés à la suite de l'ouverture forcée du Japon en 1854 par le commodore Matthew Perry.

## Détérioration des relations et guerre (1860–1914)
Trois changements se produisent au cours de la seconde moitié du XIXe siècle qui provoquent une évolution progressive à l'hostilité dans les relations entre les deux pays. Tout d'abord, alors que la Russie s'est étendue jusqu'aux rives du Pacifique depuis 1639, sa position dans la région reste faible. Cette situation change à partir de 1860 lorsque l'Empire russe, par la Convention de Pékin, acquiert de la Chine une longue bande de la côte du Pacifique au sud de l'embouchure du fleuve Amour et commence à construire la base navale de Vladivostok. Comme Vladivostok n'est pas un port libre de glaces, l'Empire russe s'efforce toujours d'obtenir un port (donc chinois) plus au sud. En 1861, la marine russe essaye également d'établir un point d'ancrage sur l'île japonaise de Tsushima mais cette tentative se termine par un échec.
Deuxièmement, le Japon devient une puissance industrielle et militaire émergente depuis l'ouverture en 1854. Troisièmement, la Chine s'affaiblit de plus en plus au niveau interne. En conséquence de ces changements apparaît entre les deux empires une concurrence relativement au territoire chinois.

### Traité de Saint-Pétersbourg

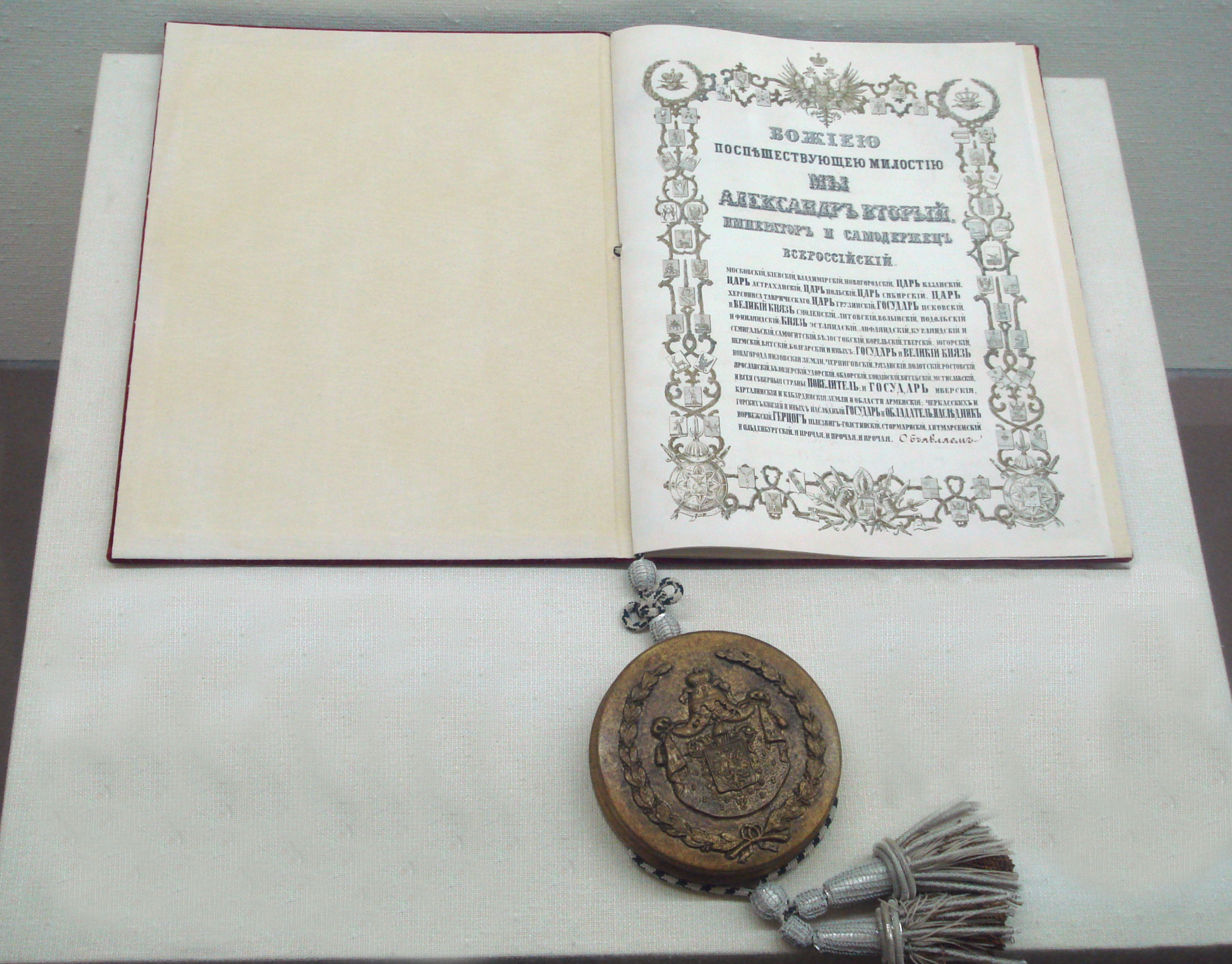
Traité de Saint-Pétersbourg de 1875.

En 1875, le traité de Saint-Pétersbourg donne à la Russie le contrôle territorial sur l'ensemble de Sakhaline et donne au Japon le contrôle de toutes les îles Kouriles. Le Japon espère empêcher l'expansionnisme russe dans les territoires japonais en délimitant clairement la frontière entre les deux empires.

### Première guerre sino-japonaise
Le Japon défait la Chine à l'issue de la guerre sino-japonaise de 1894-1895. Après cette guerre, la Russie a le choix de collaborer avec le Japon (avec lequel les relations sont assez bonnes depuis quelques années) au détriment de la Chine ou d'assumer le rôle de protecteur de la Chine contre le Japon. Le tsar choisit la deuxième politique, en grande partie sous l'influence du comte Serge Witte. La Russie en tant que l'une des trois puissances européennes de la Triple intervention (la France et l'Allemagne sont les deux autres) fait pression sur le Japon pour qu'il renonce à une partie de ses gains territoriaux obtenus dans cette guerre. Le Japon restitue finalement la péninsule du Liaodong et Port Arthur (les deux territoires sont situés dans le sud-est de la Mandchourie, une province chinoise) à la Chine.
Au grand étonnement et à la consternation du Japon, la Russie conclut alors une alliance avec la Chine (en 1896 par le traité Li-Lobanov),ce qui conduit en 1898 à l'occupation et l'administration (par du personnel et la police russe) de l'ensemble de la péninsule de Liaodong et à une fortification de Port Arthur libre de glace. La Russie établit également son Chemin de fer de l’Est chinois qui traverse le nord de la Mandchourie d'ouest en est, reliant la Sibérie à Vladivostok. L'Allemagne, la France et même la Grande-Bretagne profitent également de l'affaiblissement de la Chine pour s'emparer de villes portuaires sous divers prétextes et élargir leurs sphères d'influence. Lorsqu'en 1899 éclate la révolte des Boxers et que les puissances européennes envoient des forces armées pour soulager leurs missions diplomatiques à Pékin, le gouvernement russe utilise cette intervention comme occasion d'apporter une importante armée en Mandchourie. En conséquence, la Mandchourie devient un avant-poste pleinement intégré dans l'Empire russe en 1900.

### Endiguement de la Russie par le Japon
En 1902, le Japon et l'Empire britannique forgent l'alliance anglo-japonaise qui se prolonge jusqu'en 1923. Le but de cette alliance est de contenir l'Empire russe en Asie orientale. En réponse à cette alliance, la Russie constitue une alliance similaire avec la France et commence à revenir sur des accords de réduction d'effectifs militaires en Mandchourie. Du point de vue russe, il semble inconcevable que le Japon, une puissance non européenne considérée comme peu développée (c'est-à-dire non industrielle) et presque dépourvue de ressources naturelles, remette en cause l'Empire russe. Ce point de vue va changer lorsque le Japon commence et gagne la guerre russo-japonaise (1904–05).
En 1905, les deux parties acceptent l'offre de médiation d'un traité de paix de la part du président américain Theodore Roosevelt ; les parties se rencontrent à Portsmouth dans l'État du New Hampshire. La guerre se termine par le traité de Portsmouth aux termes duquel les deux parties conviennent d'évacuer la Mandchourie et de restituer sa souveraineté à la Chine. Cependant, le Japon loue la péninsule de Liaodong (contenant Port Arthur et Talien) et le système ferroviaire russe dans le sud de la Mandchourie lui donnant accès aux ressources stratégiques. Le Japon reçoit également de la Russie la moitié sud de l'île de Sakhaline et abandonne sa demande d'une indemnité. Roosevelt remporte le prix Nobel de la paix pour ses efforts couronnés de succès. L'historien George E. Mowry (en) conclut que Roosevelt gère bien l'arbitrage et fait un « excellent travail d'équilibre entre les puissances russe et japonaise en Orient où la suprématie de chacune constitue une menace pour l'Amérique grandissante »,.
L'alliance avec la Grande-Bretagne sert grandement le Japon en décourageant la France, alliée européenne de la Russie, d'intervenir dans la guerre parce que cela signifierait la guerre avec la Grande-Bretagne. (Si la France était intervenue, elle aurait été la deuxième puissance ennemie à actionner l'article 3 du traité.) L'alliance est renouvelée et renforcée en 1905 et 1911. Le traité expire en 1921 et il y est officiellement mis fin en 1923.

## Première Guerre mondiale (1914–1917)
L'alliance avec la Grande-Bretagne pousse le Japon à entrer dans la Première Guerre mondiale du côté britannique (et donc russe). Comme le Japon et la Russie sont des alliés par commodité, le Japon revend à la Russie un couple de navires russes capturés au cours de la guerre russo-japonaise.
Le 3 juillet 1916, un accord secret entre le Japon et la Russie (en) est signé par le ministre russe des Affaires étrangères Sergueï Sazonov et l'ambassadeur japonais Motono Ichirō (en) à Pétrograd (aujourd’hui Saint-Pétersbourg). Les deux pays conviennent alors d'une alliance militaire et politique de cinq ans qui doit rester secrète : parmi les autres ministres russes, seul le Premier ministre Boris Stürmer est dans la confidence.
Mais en novembre 1917, lorsque les bolcheviks prennent le pouvoir lors de la révolution russe, ils mettent fin à cette alliance, suscitant confusion et embarras lorsque des documents relatifs aux traités secrets entre l'Empire russe et les autres puissances alliées sont publiés.
Pour 1917–1991, voir Relations entre le Japon et l'Union soviétique.